# Proklityka
Proklityka – wyraz nieposiadający własnego akcentu, lecz tworzący całość akcentową z następującym po nim wyrazem akcentowanym.
Przykłady proklityk w języku polskim:
- przyimki jednosylabowe:

na dole, po wakacjach, za lasem,
- spójniki jednosylabowe:

i tyle, bo mam!
- partykuła nie przed osobowymi formami czasownika dłuższymi niż jednosylabowe

nie potrafił, nie poszła.
Wyraz będący proklityką w jednym wyrażeniu może nią nie być w innym wyrażeniu, na przykład:
- w połączeniach przyimek + jednosylabowy rzeczownik akcent może padać na przyimek:

na głos, za mąż, ale na koń!
- w połączeniach przyimek + jednosylabowy zaimek akcent musi padać na przyimek:

za nim, u mnie,
- w połączeniach nie + jednosylabowa forma czasownika akcent musi padać na nie[2]:

nie ma, nie znał.